# RIPE
Réseaux IP Européens (zkratka RIPE) je otevřené fórum pro všechny se zájmem o technický rozvoj Internetu. První mítink byl uskutečněn 22. května 1989 v Amsterdamu v Holandsku, kde se setkalo 14 zástupců ze šesti zemí a 11 různých počítačových sítí. Cílem komunity je zajištění koordinace správy, údržby a rozvoje Internetu. RIPE komunikuje prostřednictvím e-mailové diskuse, pracovních skupin a mítinků.
Přestože jsou názvy RIPE NCC a RIPE podobné, jde o samostatné entity. RIPE NCC poskytuje administrativní podporu RIPE, jako je facilitace schůzek RIPE a poskytování administrativní podpory pracovním skupinám RIPE. Byla založena v roce 1992 komunitou RIPE, aby sloužila jako správní orgán.

## Co je dokument RIPE?
Dokument RIPE je jakýkoliv dokument, návrh, procedura nebo pravidlo, které bylo navrženo a schváleno komunitou RIPE.

## Pravidla
Komunita RIPE nastavuje a vylepšuje pravidla pro správu a distribuci internetových zdrojů (IP adresy a autonomní systémy) pomocí otevřeného a demokratického rozhodovacího procesu.

## Co je RIPE mítink?
Mítinky RIPE se konají dvakrát ročně, obvykle se jedno setkání koná v Amsterdamu a druhé v některém z regionů RIPE NCC. Mítinky jsou pětidenní schůzky, kde jednotliví ISP, síťoví operátoři a další zainteresovaní diskutují o rozvoji a pravidlech.

## Pracovní skupiny RIPE
Komunita RIPE ustanovila několik pracovních skupin, které se zabývají různými záležitostmi spojenými s fungováním Internetu. Každá pracovní skupina má svoji e-mailovou konferenci, kde se projednávají různá témata skupiny. Pracovní skupiny se setkávají dvakrát ročně.

## Komunita RIPE
Členem komunity může být jednotlivec nebo organizace, která má zájem na dobrém fungování, správě a rozvoji Internetu.